# Trường Trung học phổ thông Trần Phú – Hoàn Kiếm
Trường Trung học Phổ thông Trần Phú - Hoàn Kiếm, tiền thân là Trường Petit Lycée, rồi Trường Albert Sarraut. Là một trong các trường trung học phổ thông công lập hệ không chuyên nổi tiếng với lịch sử lâu đời và chất lượng giáo dục hàng đầu được đánh giá cao trong số các trường trung học phổ thông của thủ đô.Trường thuộc quận Hoàn Kiếm, Hà Nội.

## Lịch sử
Năm 1919, Pháp cho thành lập hai trường Trung học dành cho tầng lớp cao tại Đông Dương, là trường Grand Lycée và Petit Lycée. Trường Petit Lycée đào tạo các lớp dưới, 11 đến 15 tuổi, trường Grand Lycée đào tạo các lớp trên, 16 đến 18 tuổi. Trường Petit Lycée chính là trường Trần Phú ngày nay. Năm 1923, trường Grand Lycée được đổi tên là Trường Albert Sarraut, năm 1954 thì chuyển hoàn toàn về trường Petit Lycée, đào tạo toàn bộ tại đây. Sau đó xoá bỏ tên Albert Sarraut.
Năm 1960, trường này được phân chia thành buổi sáng là trường cấp 3 Phổ thông Công nghiệp Hà Nội, buổi chiều là trường phổ thông Hoàn Kiếm. Năm 1975 trường đổi tên là Trường phổ thông cấp 3 Hoàn Kiếm, rồi Trường phổ thông trung học Hoàn Kiếm. Trường phát triển với quy mô rộng gồm 54 lớp. Đến năm 1979,Trường Phổ thông trung học Hoàn Kiếm thu nhỏ quy mô, chỉ học ca sáng, ca chiều nhường chỗ cho Trường Phổ thông trung học Trần Phú từ 80 Thợ Nhuộm chuyển về.
Đến tháng 5 năm 1995, Trường Phổ thông trung học Hoàn Kiếm và Trường Phổ thông trung học Trần Phú sáp nhập thành Trường THPT Trần Phú, do thầy Hoàng Trọng Tuấn làm hiệu trưởng theo tên của nhà hoạt động cách mạng, tổng bí thư đầu tiên của Đảng Cộng sản Việt Nam.. Đến tháng 2 năm 2009 trường đổi tên thành trường Trung học phổ thông Trần Phú - Hoàn Kiếm (để phân biệt với một trường cùng tên trên địa bàn Hà Nội 2).

## Câu lạc bộ
- Humans of Tran Phu - Hoan Kiem High School (HoTP) (đã ngừng hoạt động)
- Tran Phu Dance (TPD)
- Bóng rổ Trần Phú (TPBC)
- Music of Tran Phu (MOTP)
- Tran Phu Artists (TPA)
- Tran Phu Photography Club (TPPC)
- Tran Phu Volunteer Club (TPVC)
- Drama of Tran Phu (DOTP)
- Tran Phu Badminton (TPB)
- Tran Phu MC Club (TPMC)
- Tran Phu Speak Out (TPS)
- LAMER - Tran Phu English Seekers
- CLB Văn Hoá Nhật Bản Trần Phú - Tran Phu No Hinode (TPNH)
- Luftmensch | LENS of Tran Phu
- KOTP - Kpop Of Trần Phú
- Tran Phu Robocon - TPRC
- YOTP - Youth of Tran Phu
- Cuisine de Tran Phu - CLB Ẩm thực Trần Phú
- Tran Phu Football Club (TPFC)

## Danh sách hiệu trưởng
- Đỗ Xuân Vọng: 1960 - 1967
- Nguyễn Đức Thanh: 1967-1971 phân hiệu thôn Ngọc Chi giữ tên trường Phổ thông Công nghiệp cấp 3 Hà Nội
- Lê Mới: 1967 - 1971 phân hiệu thôn Thành Công lấy tên trường Phổ thông Công nghiệp cấp 3 Hoàn Kiếm
- Trịnh Cương: 1971 - trường sáng Phổ thông Công nghiệp cấp 3 Hà Nội
- Phạm Xuân Vị: 1971 - trường chiều Phổ thông Công nghiệp cấp 3 Hoàn Kiếm
- Trần Đức Sinh: trường Phổ thông Công nghiệp cấp 3 Hoàn Kiếm
- Hoàng Xuân Hoài:
- Dương Xuân Hiển: 1975 -
- Hoàng Trọng Tuấn:
- Nguyễn Chính Nghĩa 1985
- Ngô Đan Quế: 1990 - 1994
- Hoàng Tuấn: 1994 -
- Nguyễn Hữu Chiệu: - 2012
- Bùi Thị Minh Nga: (quyền hiệu trưởng) 2012 - trường Trung học Phổ thông Trần Phú - Hoàn Kiếm
- Phạm Đức Doanh: 2013 - 2018
- Trần Thị Hải Yến: 3/4/2018 - nay

## Các cựu học sinh trường Albert Sarraut
Một số nhân vật nổi tiếng tốt nghiệp từ trường này:
- Khái Hưng (1896 - 1947), nhà văn, thành viên Tự Lực văn đoàn
- Hồ Đắc Di (1900 - 1984), bác sĩ, hiệu trưởng đầu tiên của Trường Đại học Y Hà Nội (1954 - 1973)
- Nguyễn Văn Huyên (1905 - 1975), nhà giáo dục, nhà sử học, nhà dân tộc học, nhà nghiên cứu văn hóa, Bộ trưởng Bộ Giáo dục của Chính phủ Việt Nam Dân chủ Cộng Hòa (1946 - 1975)
- Đặng Phúc Thông (1906 - 1951), kỹ sư, thứ trưởng Bộ Giao thông công chính của Chính phủ Việt Nam Dân chủ Cộng hòa (1946 - 1951)
- Trường Chinh (1907 - 1988), chính trị gia, tổng bí thư Ban Chấp hành Trung ương Đảng Cộng sản Việt Nam (1940 - 1956, 1986)
- Hoàng Xuân Hãn (1908 - 1996), nhà giáo dục, trưởng ban Chính trị Đoàn đại biểu Việt Nam tại Hội nghị trù bị Đà Lạt
- Souphanouvong (1909 - 1995) hoàng thân Lào, chủ tịch nước đầu tiên của Cộng hòa Dân chủ nhân dân Lào (1975 - 1986(1991))
- Nguyễn Tiễn Lãng (1909 - 1976), nhà văn, chính trị gia
- Nguyễn Mạnh Tường (1909 - 1997), luật sư, nhà giáo dục, nhà nghiên cứu văn học
- Thạch Lam (1910 - 1942), nhà văn, thành viên Tự Lực văn đoàn
- Võ Nguyên Giáp[2] (1911 - 2013), Đại tướng Quân đội nhân dân Việt Nam
- Đào Sĩ Chu (1911 - 1974), họa sĩ
- Nguyễn Thúc Hào (1912 - 2009), giáo sư, nhà giáo nhân dân, hiệu trưởng đầu tiên của Trường Đại học Sư phạm Vinh
- Vũ Bằng[3] (1913 - 1984), nhà văn
- Hoàng Văn Chí (1913 - 1988), học giả, nhà hoạt động chống cộng
- Nguyễn Nhược Pháp (1914? - 1938), nhà thơ
- Nguyễn Phúc Bửu Lộc (1914 - 1990), Thủ tướng kiêm Tổng trưởng Nội vụ của Quốc gia Việt Nam (1954)
- Vũ Hoàng Chương (1915 - 1976), nhà thơ
- Nguyễn Văn Vỹ (1916 - 1981), Trung tướng Quân lực Việt Nam Cộng hòa
- Phạm Huy Thông (1916 - 1988), nhà khoa học xã hội, nhà thơ, nhà giáo
- Trần Đức Thảo (1917 - 1993), triết gia Marxist
- Trần Lệ Xuân (1924 - 2011), Đệ nhất Phu nhân Việt Nam Cộng hòa (de facto) (1955 - 1963)
- Đặng Bích Hà (1928 - 2024), nhà sử học, phu nhân Đại tướng Võ Nguyên Giáp
- Văn Phụng (1930 - 1999), nhạc sĩ

## Thành tích
- Huân chương Lao động hạng Ba 1965
- Huân chương Lao động hạng Ba (lần 2) 1990
- Huân chương Lao động hạng Nhì 2000
- Huân chương Lao động hạng Nhì (lần 2) 2020